# Gare de Bruges-Saint-Pierre
Pour les articles homonymes, voir Gare de Saint-Pierre.
La gare de Bruges-Saint-Pierre (en néerlandais : station Brugge-Sint-Pieters) est une gare ferroviaire belge de la ligne 51, de Bruges à Blankenberge, située dans le quartier de Saint-Pierre au nord-est de la ville de Bruges, chef-lieu de la province de Flandre-Occidentale en Région flamande dans le quartier Saint-Pierre.
Elle est mise en service en 1910 par l'administration des chemins de fer de l'État belge. C'est une halte voyageurs de la Société nationale des chemins de fer belges (SNCB) desservie par des trains Omnibus (L) et Heure de pointe (P).

## Situation ferroviaire
Établie à 2 mètres d'altitude, la gare de Bruges-Saint-Pierre est située au point kilométrique (PK) 3,100 de la ligne 51, de Bruges à Blankenberge, entre les gares ouvertes de Bruges et de Blankenberge.

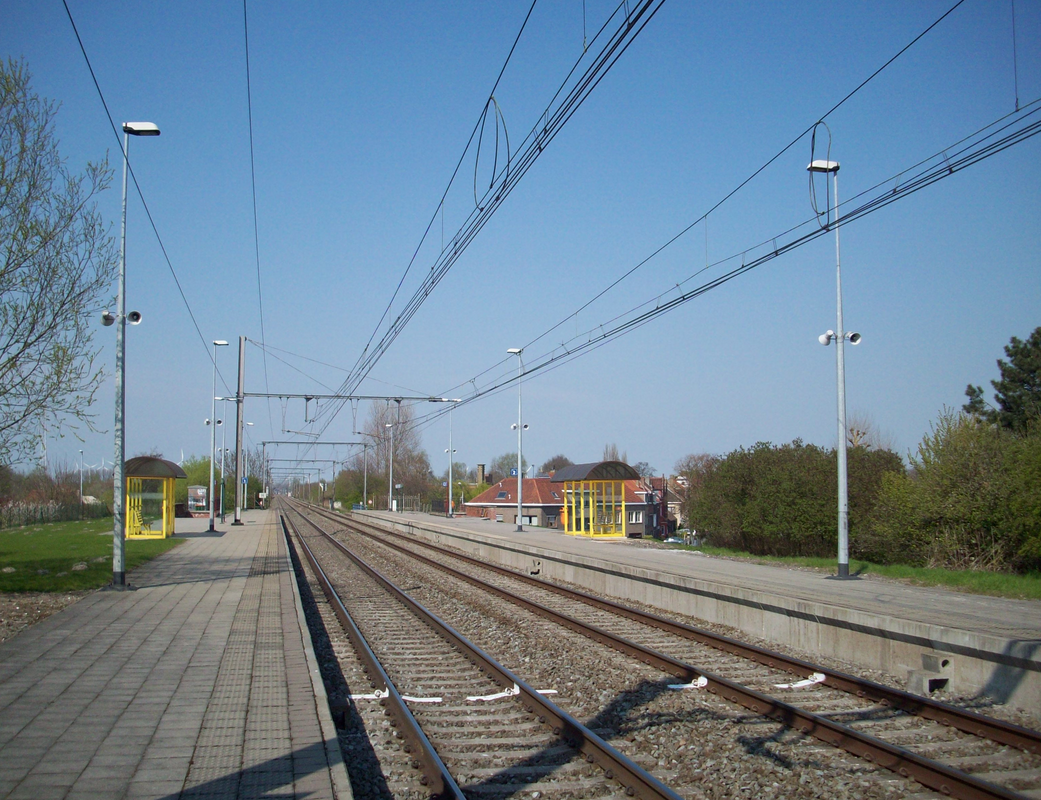
Intérieur de l'arrêt

## Histoire

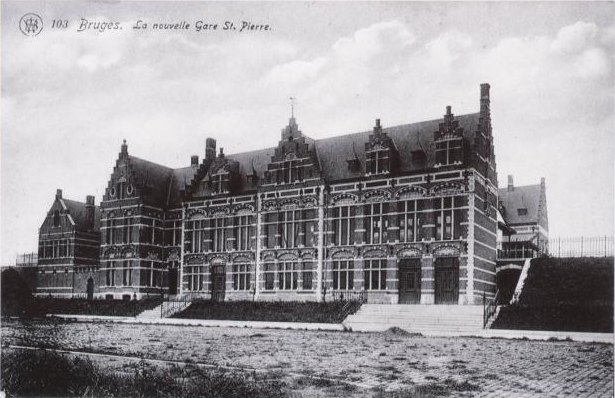
Bâtiment voyageurs vers 1900

## Service des voyageurs

### Accueil
Halte SNCB, c'est un point d'arrêt non géré (PANG) à accès libre.

### Desserte
Bruges-Saint-Pierre est desservie par des trains Omnibus (L) et Heure de pointe (P) de la SNCB, qui effectuent des missions sur la ligne 50A (Bruxelles - Ostende / Blankenberge / Knokke / Zeebrugge) (voir brochure SNCB en lien externe).

### Intermodalité
Des bus desservent l'arrêt.

## Comptage voyageurs
Le graphique et le tableau montrent le nombre de passagers qui en moyenne embarquent durant la semaine, le samedi et le dimanche.
| Nombre de voyageurs qui embarquent à la gare de Bruges-Saint-Pierre | Nombre de voyageurs qui embarquent à la gare de Bruges-Saint-Pierre | Nombre de voyageurs qui embarquent à la gare de Bruges-Saint-Pierre | Nombre de voyageurs qui embarquent à la gare de Bruges-Saint-Pierre |
|                                                                     | Semaine                                                             | Samedi                                                              | Dimanche                                                            |
| ------------------------------------------------------------------- | ------------------------------------------------------------------- | ------------------------------------------------------------------- | ------------------------------------------------------------------- |
| 1977                                                                | 226                                                                 | 43                                                                  | 44                                                                  |
| 1978                                                                | 239                                                                 | 32                                                                  | 28                                                                  |
| 1979                                                                | 232                                                                 | 30                                                                  | 22                                                                  |
| 1980                                                                | 208                                                                 | 34                                                                  | 20                                                                  |
| 1981                                                                | 257                                                                 | 37                                                                  | 30                                                                  |
| 1982                                                                | 227                                                                 | 34                                                                  | 20                                                                  |
| 1983                                                                | 185                                                                 | 34                                                                  | 23                                                                  |
| 1984                                                                | 118                                                                 | 21                                                                  | 18                                                                  |
| 1985                                                                | 126                                                                 | 48                                                                  | 33                                                                  |
| 1986                                                                | 122                                                                 | 28                                                                  | 24                                                                  |
| 1987                                                                | 136                                                                 | 14                                                                  | 35                                                                  |
| 1988                                                                | 104                                                                 | 31                                                                  | 35                                                                  |
| 1989                                                                | 120                                                                 | 25                                                                  | 31                                                                  |
| 1990                                                                | 108                                                                 | 22                                                                  | 16                                                                  |
| 1991                                                                | 90                                                                  | 24                                                                  | 27                                                                  |
| 1992                                                                | 84                                                                  | 34                                                                  | 22                                                                  |
| 1993                                                                | 78                                                                  | 28                                                                  | 26                                                                  |
| 1994                                                                | 93                                                                  | 10                                                                  | 11                                                                  |
| 1995                                                                | 63                                                                  | 5                                                                   | 10                                                                  |
| 1996                                                                | 58                                                                  | 11                                                                  | 11                                                                  |
| 1997                                                                | 88                                                                  | 21                                                                  | 9                                                                   |
| 1998                                                                | 67                                                                  | 10                                                                  | 12                                                                  |
| 1999                                                                | 63                                                                  | 8                                                                   | 10                                                                  |
| 2000                                                                | 73                                                                  | 4                                                                   | 4                                                                   |
| 2001                                                                | 77                                                                  | 13                                                                  | 10                                                                  |
| 2002                                                                | 69                                                                  | 7                                                                   | 7                                                                   |
| 2003                                                                | 77                                                                  | 10                                                                  | 7                                                                   |
| 2004                                                                | 66                                                                  | 6                                                                   | 16                                                                  |
| 2005                                                                | 106                                                                 | 5                                                                   | 10                                                                  |
| 2006                                                                | 70                                                                  | 4                                                                   | 16                                                                  |
| 2007                                                                | 72                                                                  | 16                                                                  | 9                                                                   |
| 2008                                                                | -                                                                   | -                                                                   | -                                                                   |
| 2009                                                                | 68                                                                  | 11                                                                  | 8                                                                   |
| 2010                                                                | -                                                                   | -                                                                   | -                                                                   |
| 2011                                                                | -                                                                   | -                                                                   | -                                                                   |
| 2012                                                                | 62                                                                  | 10                                                                  | 7                                                                   |
| 2013                                                                | 67                                                                  | 4                                                                   | 13                                                                  |
| 2014                                                                | 69                                                                  | 8                                                                   | 9                                                                   |
| 2015                                                                | 65                                                                  | 8                                                                   | 10                                                                  |
| 2016                                                                | 76                                                                  | 17                                                                  | 19                                                                  |
| 2017                                                                | 95                                                                  | 10                                                                  | 9                                                                   |
| 2018                                                                | 67                                                                  | 15                                                                  | 15                                                                  |
| 2019                                                                | 99                                                                  | 12                                                                  | 7                                                                   |
| 2020                                                                | 37                                                                  | 175                                                                 | 155                                                                 |
| 2021                                                                | -                                                                   | -                                                                   | -                                                                   |
| 2022                                                                | 131                                                                 | 80                                                                  | 82                                                                  |
| 2023                                                                | 104                                                                 | 62                                                                  | 77                                                                  |
| 2024                                                                | 106                                                                 | 54                                                                  | 52                                                                  |

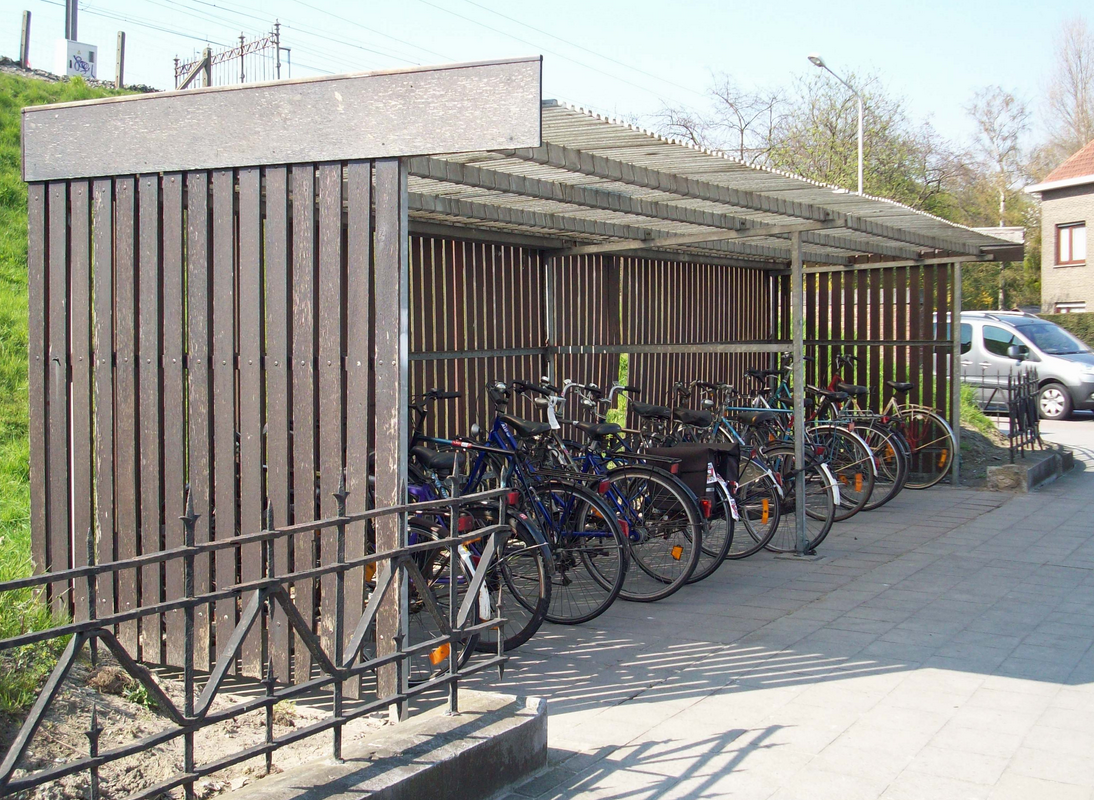
Abri à vélos
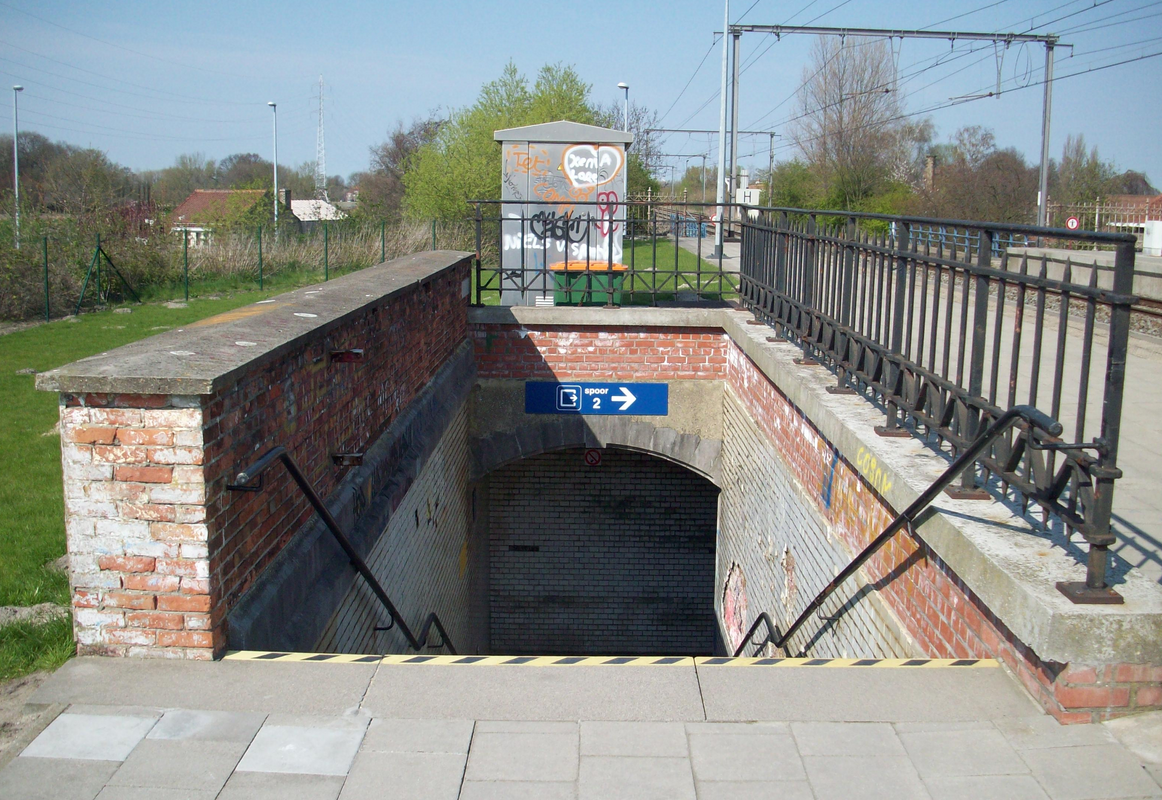
Accès souterrain
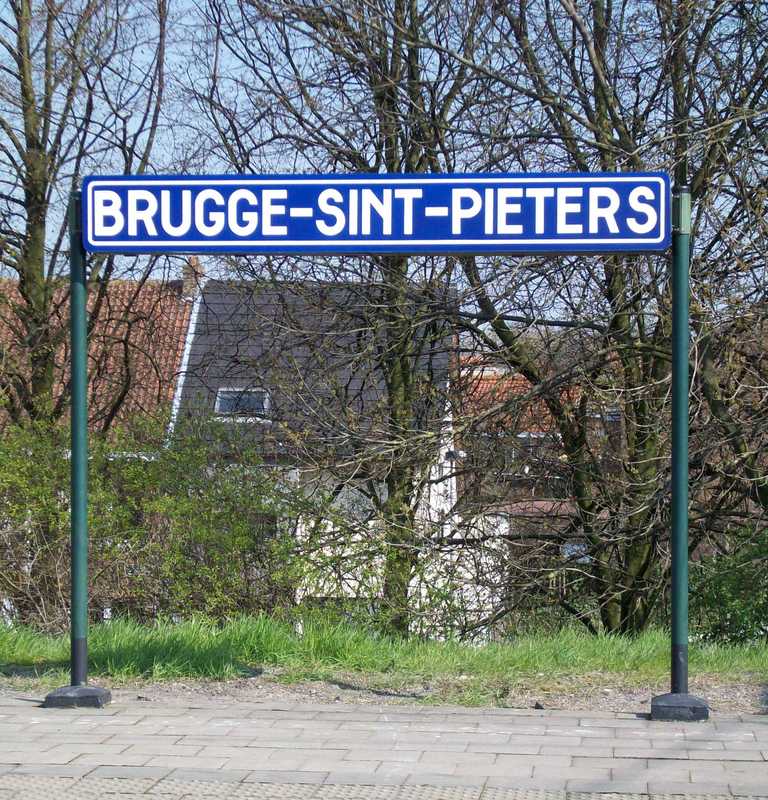
Panneau de quai